# Albacete
Albacete je město v jihovýchodním Španělsku, hlavní město stejnojmenné provincie, jedné z pěti v autonomním společenství Kastilie-La Mancha.
Město se nachází 278 km jihovýchodně od Madridu. Žije zde přibližně 174 tisíc obyvatel; město je tedy zdaleka největším městem v Kastilii-La Manche. Je sídlem římskokatolické diecéze.

## Historie
Archeologický nález antické sochy sfingy svědčí pro římské osídlení. V 7. století oblast dobyli Arabové, jejich název sídla Al-Basīṭ je základem pozdějšího jména města. Písemná zmínka z roku 1146 uvádí bitvu o Albacete, v níž byl zabit emír Zafadola a jež byla součástí reconquisty. V roce 1240 tehdejší vesnici ovládl král Ferdinand III. Kastilský s podporou rytířů Řádu svatého Jakuba od meče. Městská privilegia Albacete získalo v roce 1375, kdy bylo lénem knížete Juana Manuela z Villeny. V roce 1476 Albacete obdrželo právo týdenního trhu a nezávilost na nedalekém městě Chinchilla.
Během povstání Comuneros (1520–1522) Albacete podpořilo nového císaře Karla V., který v roce 1526 udělil panství s městem své manželce, portugalské císařovně Isabele. Také byla zahájena stavba kostela sv. Jana, pozdější katedrály.
Město mělo obchodní a strategický význam svou polohou na cestě z Madridu ke Středozemnímu moři. Proto se stalo často místem válečných střetů. Rozměrné tržiště kruhového půdorysu s prodejními stánky ve dvou prstencích se dochovalo dosud.

## Památky a stavby

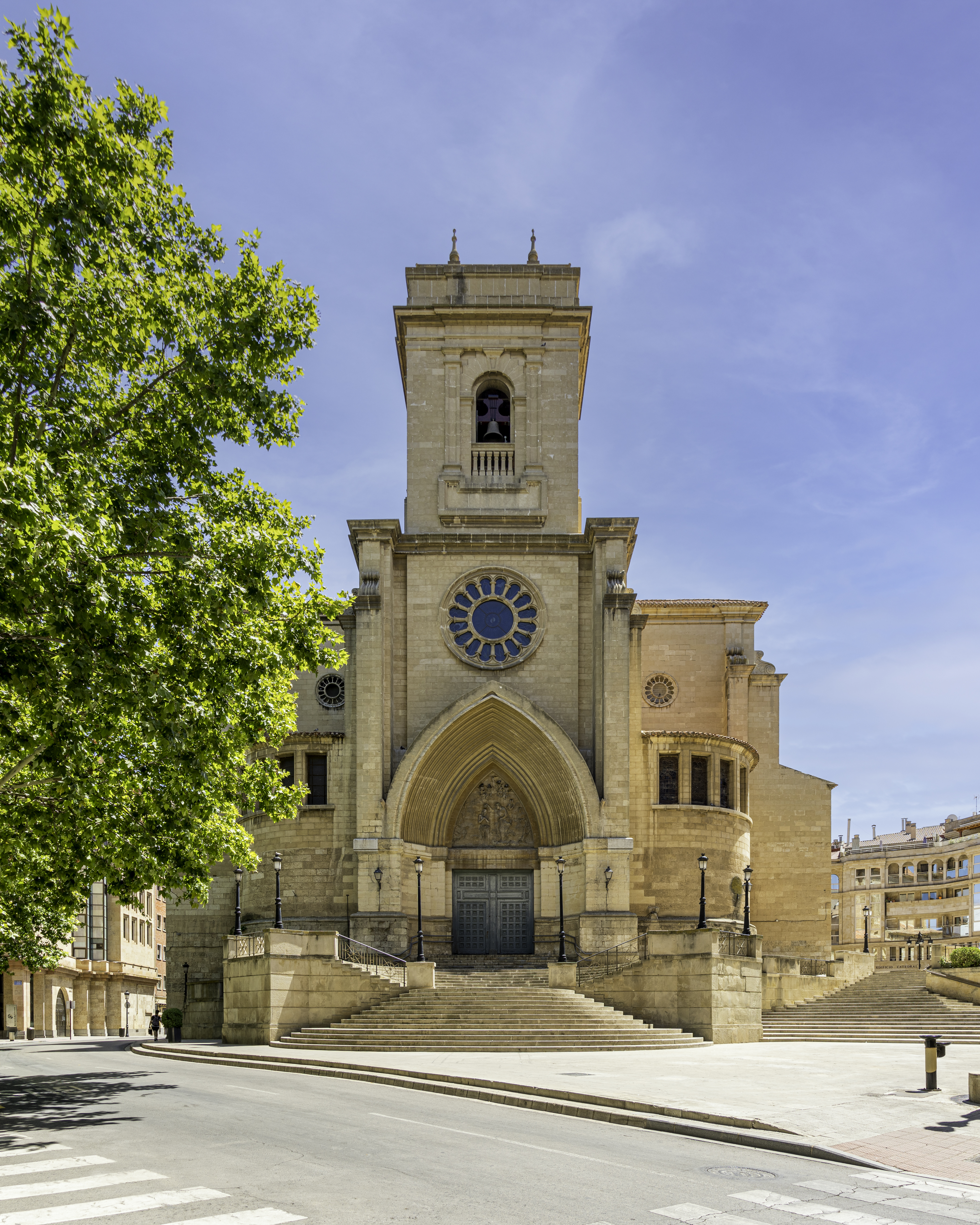
Západní portál katedrály

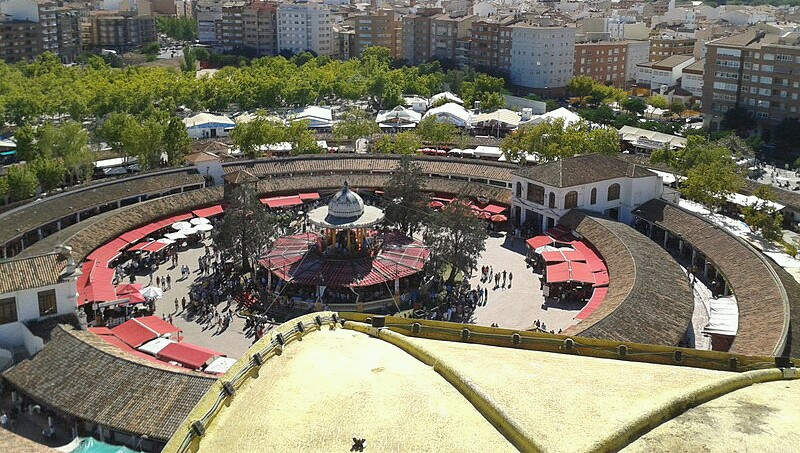
Tržiště

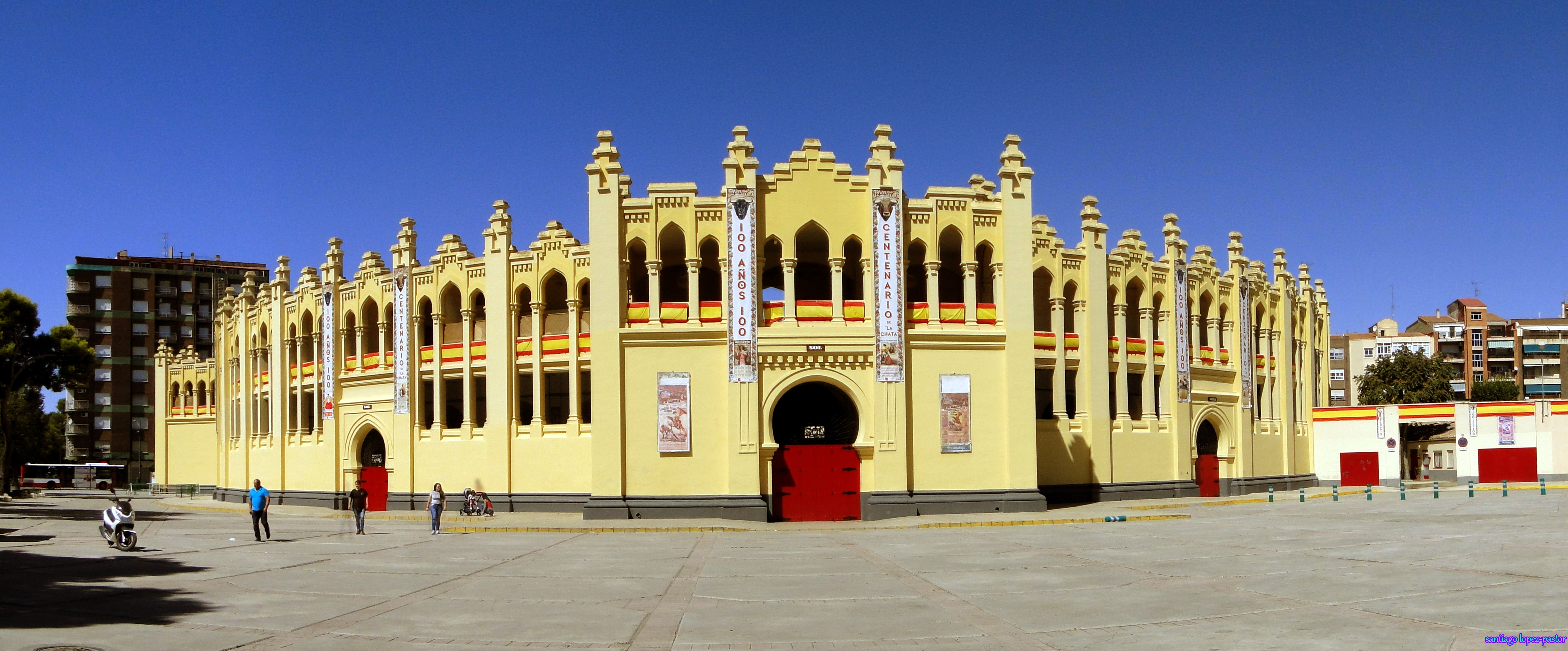
Býčí aréna

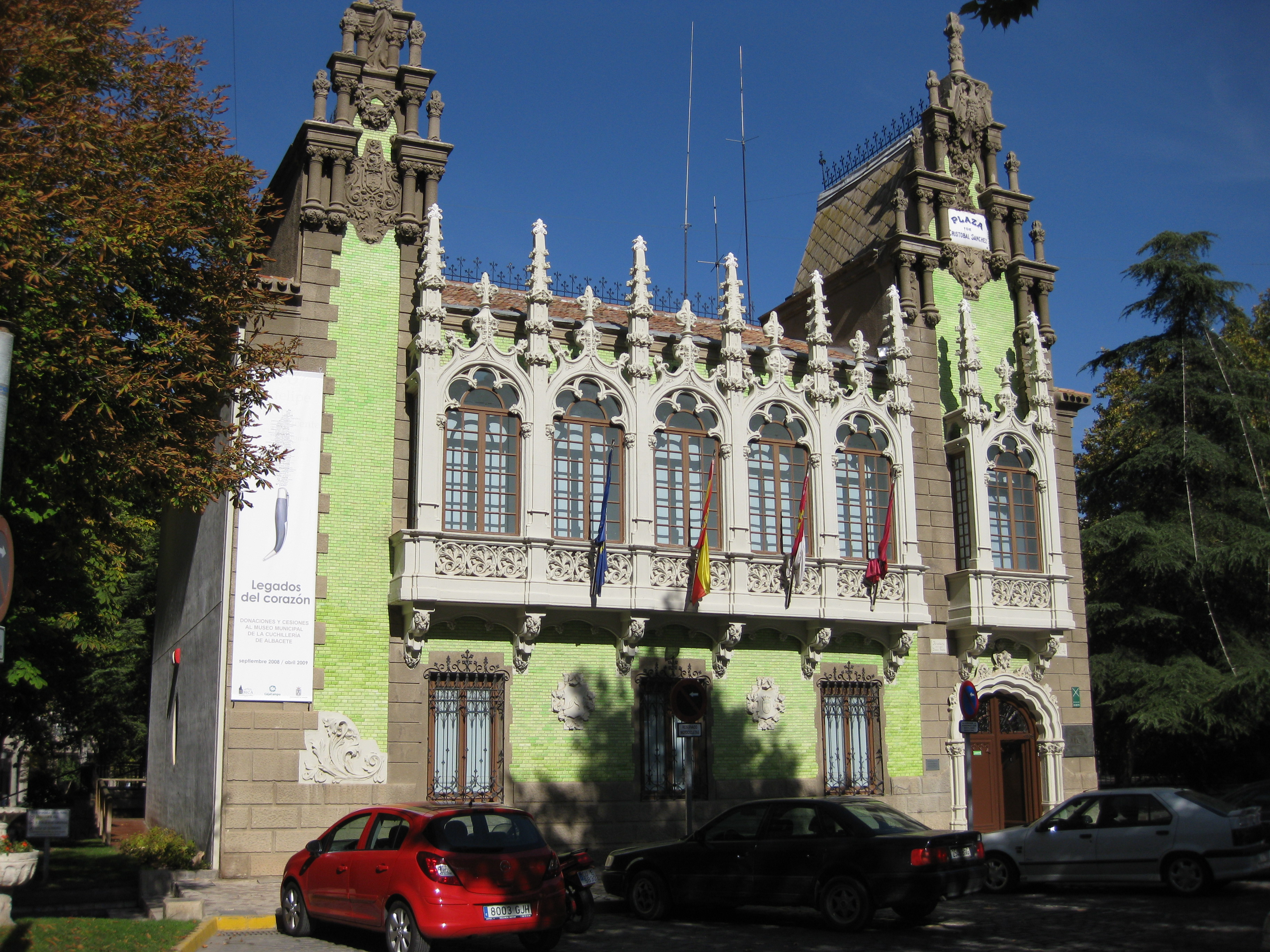
Palác Hortelano

- Katedrála sv. Jana Křtitele - pozdně gotická stavba, zasvěcená patronovi města, jehož svátek se slaví 4. června
- Aréna pro býčí zápasy z 19. století, v historizujícím orientálním stylu
- Casa del Hortelano, palác v novogotickém slohu z konce 19. století, má ocelovou konstrukci; nyní je v něm Muzeum řeznictví
- Univerzita: Albacete má společně s městem Ciudad Real jeden z největších kampusů regionální univerzity, nesoucí název Universidad de Castilla-La Mancha (Univerzita Kastilie-La Mancha). V současnosti zde studuje zhruba 10 000 studentů.

## Sport
- Albacete Balompié – fotbalový klub